# International Classification for Standards
Pour les articles homonymes, voir ICS.
L'ICS, International Classification for Standards ou Classification internationale pour les normes est une structure destinée à servir à l'élaboration de catalogues internationaux, régionaux ou nationaux de normes et de documents normatifs.
Cette structure peut être utilisée pour le classement des normes dans des bases de données.
Le classement ICS des normes éditées par les organismes de normalisation permet de trouver rapidement les équivalences entre des normes utilisées par différents pays.